# Députation provinciale de Barcelone
La députation provinciale de Barcelone (en espagnol : Diputación Provincial de Barcelona, en catalan : Diputació Provincial de Barcelona) est l'assemblée délibérante de la province de Barcelone, dans la communauté autonome de Catalogne, en Espagne. Son siège se situe à Barcelone.

## Histoire
La députation provinciale de Barcelone se réunit pour la première fois le 26 janvier 1836, deux semaines après la tenue des élections pour sa création.

## Rôle et compétences
La loi relative aux bases du régime local de 1985 assigne deux missions à chaque province : 
- garantir une prestation des services de compétence municipale intégrale et appropriée sur l'ensemble du territoire provinciale ;
- participer à la coordination de l'administration locale avec les administrations régionale et de l'État.

## Siège
La députation a son siège à la casa Serra, un édifice de style moderniste construit au début du XXe siècle par l'architecte Josep Puig i Cadafalch sur commande de Pere Serra, un riche commerçant de Manresa. Devenu école de filles d'une congrégation religieuse dès son inauguration après la faillite de la famille Serra, le bâtiment est acheté en 1969 par la députation provinciale. Elle s'y installe en 1980, après que la généralité de Catalogne a établi son propre siège au palais de la place Sant-Jaume, jusqu'alors « maison de la Députation ».

## Organisation

### Assemblée plénière
La province de Barcelone comptant plus de 3 500 000 habitants, la députation se compose de 51 députés.

### Présidents
| Début            | Fin              | Nom | Nom                  | Parti      |
| ---------------- | ---------------- | --- | -------------------- | ---------- |
| 18 octobre 1977  | 2 mai 1980       |     | Josep Tarradellas,   | ERC        |
| 2 mai 1980       | 14 décembre 1982 |     | Francesc Martí (ca)  | PSC        |
| 14 décembre 1982 | 30 juillet 1987  |     | Antoni Dalmau (ca)   | PSC        |
| 30 juillet 1987  | 2 juillet 2003   |     | Manuel Royes (ca)    | PSC        |
| 2 juillet 2003   | 22 avril 2004    |     | José Montilla        | PSC        |
| 22 avril 2004    | 22 avril 2008    |     | Celestino Corbacho   | PSC        |
| 22 avril 2008    | 15 juillet 2011  |     | Antoni Fogué (ca)    | PSC        |
| 15 juillet 2011  | 15 juillet 2015  |     | Salvador Esteve (ca) | CDC        |
| 15 juillet 2015  | 28 juin 2018     |     | Mercè Conesa (ca)    | CDC/PDeCAT |
| 28 juin 2018     | 11 juillet 2019  |     | Marc Castells (ca)   | PDeCAT     |
| 11 juillet 2019  | 13 juillet 2023  |     | Núria Marín          | PSC        |
| 13 juillet 2023  | en fonction      |     | Lluïsa Moret (ca)    | PSC        |